# Corps de Brockmann
On désigne par corps de Brockmann ou îlots pancréatiques majeurs des structures anatomiques observées chez la plupart des poissons osseux, formées de cellules endocrines et dont la fonction essentielle est la synthèse et la libération d’insuline en fonction de la glycémie. Ils ont été découverts en 1846 par Heinrich Brockmann chez une variété de cottes, Cottus scorpius, et chez le cabillaud Gadus callarias.

## Constitution et fonction
Les corps de Brockmann des poissons osseux remplissent la même fonction physiologique que les îlots de Langerhans des mammifères, des oiseaux, des reptiles et des amphibiens, et constituent collectivement des « îlots pancréatiques » ; mais contrairement aux îlots de Langerhans, les corps de Brockmann sont des îlots concentrés dans quelques organes ainsi que dans le mésentère voisin de la vésicule biliaire, alors qu'avec les îlots de Langerhans, les cellules bêta productrices d'insuline forment, avec certaines autres cellules productrices d'hormones, des filets cellulaires compacts du pancréas. Le pancréas consiste d'ailleurs à la fois en glandes exocrines, qui synthétisent une enzyme digestive, et en la glande endocrine des îlots de Langerhans, dont l'effectif spécifique va de quelques milliers chez les petits mammifères, à  plus d’un million chez l'Homme.
Les corps de Brockmann constituent au contraire le plus souvent des glandes exocrines. Il peut d'ailleurs y avoir des cellules exocrines dans les petits corps de Brockmann, une couche mince de cellules exocrines autour de ces corps ; enfin les corps de Brockmann peuvent être logés dans le foie. Il y a chez certains poissons, comme les gobies, un corps de Brockmann unique ; chez d'autres espèces, comme les cottes, on les trouve par paire. Il y en a même plusieurs chez d'autres espèces. Les plus gros des corps de Brockmann sont reconnaissables à l’œil nu, sous forme de structures sphériques ou ovoïdes, de teinte blanche ou mauve. Comme les îlots de Langerhans des mammifères, les corps de Brockmann des poissons osseux contiennent, outre des cellules, des cellules qui synthétisent du glucagon (cellules alpha), de la somatostatine (cellules delta) et des polypeptides pancréatiques (cellules PP, cellules F).
Les corps de Brockmann servent de tissu-test en recherche médicale pour l'étude de la transplantation d’îlots pancréatiques (un traitement chirurgical du diabète sucré), car contrairement aux îlots de Langerhans des mammifères, leur obtention est beaucoup moins problématique.